# 杨柳村
杨柳村，是中华人民共和国江苏省南京市江宁区湖熟街道下辖的一个村。

## 中国传统村落
2013年8月26日，前杨柳村公布为第二批中国传统村落。
2014年2月19日，杨柳村公布为第六批中国历史文化名村。